# Nymphe et Berger
Nymphe et Berger est un tableau réalisé vers 1570 par le peintre italien Titien. Cette huile sur toile est une idylle mythologique représentant une nymphe nue étendue sur une peau de félin à côté d'un berger assis tenant une flûte. Elle est conservée au musée d'Histoire de l'art de Vienne, à Vienne, en Autriche.

## Interprétation
Selon l'historien de l'art Erwin Panofsky, les deux personnages représentés pourraient être Pâris et sa maîtresse, la nymphe Oenone.
Il existe des bas-reliefs antiques, certainement connus au XVIe siècle, dans lesquels Pâris, comme le "berger" du Titien, est vêtu d'une culotte phrygienne et joue d'un instrument de musique rustique. Et si l'on admet que les deux personnages du tableau du Titien sont Pâris et Oenone - encore unis mais angoissés par l'ombre de la séparation prochaine et du malheur - alors la "sombre grandeur" de cette mélancolique pastorale devient intelligible.

## Postérité
La peinture fait partie du musée imaginaire de l'historien français Paul Veyne, qui le décrit dans son ouvrage justement intitulé Mon musée imaginaire.